# 嬉し泣きの顔の絵文字

Twemojiでの外観。Twitter, Discord, Roblox, Nintendo Switchなどで使用される。

嬉し泣きの顔の絵文字（うれしなきのかおのえもじ、😂）は、笑いながら泣いている表情を表す絵文字。広く絵文字と呼ばれるが、感情を示すために使われるため、顔文字とも呼ばれる。この絵文字は、Unicode以前の数多くの異なるデザインから進化してきたため、地域や文化によって異なる名前や意味を持ち、主に喜びの涙、笑いの絵文字、喜びの絵文字、笑いの絵文字、泣き笑いの絵文字としても知られている。この絵文字は、AppleのiMessageやMetaのWhatsAppなどのメッセージング・プラットフォームや、Facebook、Snapchat、X、Instagramなどのソーシャルメディアウェブサイトで、冗談やからかいを表現するコミュニケーションに使われている。この絵文字は、Emoticons Unicodeブロックで最も一般的に使用されている絵文字の1つである。オックスフォード英語辞典は2015年、この絵文字の使用頻度の高さを評価し、この絵文字をWord of the Yearに認定し、最も人気のある絵文字と見なした。

## エンコード
「嬉し泣きの顔の絵文字」は以下のとおりエンコードされる：
| 文字                      | 😂                     | 😂                     |
| ------------------------- | ---------------------- | ---------------------- |
| Unicode名                 | FACE WITH TEARS OF JOY | FACE WITH TEARS OF JOY |
| エンコード                | 十進法                 | 十六進法               |
| Unicode                   | 128514                 | U+1F602                |
| UTF-8                     | 240 159 152 130        | F0 9F 98 82            |
| UTF-16                    | 55357 56834            | D83D DE02              |
| 数字文字参照              | &#128514;              | &#x1F602;              |
| Shift JIS (au by KDDI)    | 244 0                  | F4 68                  |
| Shift JIS (SoftBank 3G)   | 251 0                  | FB 52                  |
| 7-bit JIS (au by KDDI)    | 123 0                  | 7B 49                  |
| Emoji shortcode           | :joy:                  | :joy:                  |
| Google name (pre-Unicode) | HAPPY FACE 5           | HAPPY FACE 5           |
| CLDR text-to-speech name  | face with tears of joy | face with tears of joy |